# Черкасова, Марина Ивановна
Мари́на Ива́новна Черка́сова (1906, Москва — 1972, Москва) ― русская советская актриса и певица, исполнительница цыганских романсов и народных песен.

## Биография
Марина Ивановна Черкасова родилась в 1906 году в Москве в дворянской семье юриста.
Родители с детства приобщили Марину к искусству: она училась в балетной школе, танцевала на эстраде, увлекалась пением. В возрасте двадцати трёх лет Марина Черкасова была принята в коллектив цыганского хора под управлением дирижёра Е. А. Полякова в качестве исполнительницы старинных романсов.
В 1931 году она участвовала в создании первого в мире цыганского театра «Ромэн» и проработала на этой сцене более сорока лет, сыграв более пятидесяти ролей. М. М. Яншин, с 1937 по 1941 год руководивший театром, подтверждал выдающееся драматическое дарование актрисы. Но поистине неповторимым было её исполнение цыганских песен и романсов в спектаклях и концертах. Н. А. Обухова отмечала благородство стиля и особенную естественность интерпретации певицей цыганского репертуара.
В 1937—1939 годах шесть романсов в исполнении М. И. Черкасовой были записаны на грампластинки.
В годы Великой Отечественной войны Черкасова выступала в составе концертных цыганских бригад перед бойцами Красной Армии.
В 1972 году приняла участие в съёмках фильма «Мой остров синий».
Марина Ивановна Черкасова умерла в 1972 году. Похоронена в Москве на Хованском кладбище (Центральная территория).
Семья
- Муж — Шусер Александр Ильич (1896—1979), композитор
- Дочь — Черкасова Наталья Александровна

## Творчество

### Грамзапись
- 1937 — Зачем я влюбился (музыка М. Д. Шишкина; аккомпаниаторы: В. Е. Поляков, И. И. Ром-Лебедев; каталожный номер 6248)
- 1937 — Ночь светла (музыка Я. Ф. Пригожего и М. Д. Шишкина, слова Л. Г. Граве и М. А. Языкова; аккомпаниаторы: В. Е. Поляков, И. И. Ром-Лебедев; каталожный номер 6249)
- 1939 — Не спрашивай, зачем унылой думой (музыка А. И. Шусера, слова А. С. Пушкина; аккомпаниаторы: В. Е. Поляков, И. И. Ром-Лебедев, Р. Ф. Мелешко; каталожный номер 8104)
- 1939 — Зимняя дорога (музыка А. И. Шусера, слова А. С. Пушкина; аккомпаниаторы: В. Е. Поляков, И. И. Ром-Лебедев, Р. Ф. Мелешко; каталожный номер 8105)
- 1939 — Слушайте, если хотите (обработка В. Е. Полякова и И. И. Ром-Лебедева; аккомпаниаторы: В. Е. Поляков, И. И. Ром-Лебедев, Р. Ф. Мелешко; каталожный номер 8108)
- 1939 — Я вас любил… (музыка М. Д. Шишкина, обработка В. Е. Полякова и И. И. Ром-Лебедева; аккомпаниаторы: В. Е. Поляков, И. И. Ром-Лебедев, Р. Ф. Мелешко; каталожный номер 8111)

М. И. Черкасова, этикетки пластинок

### Пластинки
- 1983 — М. И. Черкасова. Старинные песни и романсы [М62 45281 003]

### Фильмография
- 1972 — Мой остров синий (режиссёры Н. А. Сличенко, Л. Пекур) — тётя Агата